# Kurt Van De Paar
Kurt Van De Paar (Beringen, 10 januari 1978) is een Belgisch voetbalcoach en voormalig voetballer. De middenvelder brak door bij RSC Anderlecht en speelde vervolgens enkele jaren bij FC Twente. Vanaf 2004 kwam hij uit voor verschillende Belgische clubs op lagere niveaus. In 2016 beëindigde hij zijn loopbaan en werd trainer van FC Wezel Sport.

## Spelerscarrière
Van De Paar begon als jeugdspeler bij KFC Flandria Paal en werd op elfjarige leeftijd getransfereerd naar RSC Anderlecht, waar hij alle jeugdreeksen doorliep. Hij maakte op 19 oktober 1996 zijn profdebuut in een wedstrijd van Anderlecht tegen KRC Genk. In twee seizoenen kwam de centrale middenvelder zestien keer uit voor de Brusselse ploeg en werd hij geselecteerd voor Jong België. In de zomer van 1998 werd hij verhuurd aan FC Twente in Nederland, dat hem later overnam. Vooral in zijn eerste seizoen maakte hij indruk en speelde hij vrijwel alle wedstrijden. In zijn tweede seizoen bleef hij door een meniscusblessure en operatie aan de kant. In totaal speelde Van De Paar in vijf seizoenen 114 officiële wedstrijden voor Twente, waarin hij elf doelpunten maakte.
In de zomer van 2003 werd het contract van Van De Paar niet verlengd. Hij tekende bij Trabzonspor in Turkije. Door een blessure kwam hij echter maar een paar keer in actie. Nadat hij vijf maanden lang geen salaris had ontvangen, vertrok hij in februari 2004 naar de Belgische tweedeklasser Patro Maasmechelen. Van 2005 tot 2010 speelde Van De Paar voor KFC Racing Mol-Wezel in de Belgische Derde klasse. Daar speelde hij samen met onder andere Patrick Goots en Harold Meyssen. Nadien belandde hij bij KFC Diest, waar hij gewezen ploegmaats als Bruno Versavel en Alain Van Lint terugvond. Van De Paar beëindigde zijn actieve loopbaan in 2016 bij FC Wezel Sport in de Derde Provinciale.

## Trainerscarrière
Een halfjaar na zijn spelersafscheid bij FC Wezel Sport werd hij trainer van dit team. In 2018 promoveerde het team naar de Tweede Provinciale. Daar werd het een jaar later meteen kampioen, waardoor de club promotie naar de hoogste provinciale reeks afdwong. In december 2019 raakte bekend dat Van de Paar op het einde van het seizoen zou stoppen als trainer van FC Wezel Sport. Vanwege de coronapandemie kwam er sneller dan verwacht een einde aan zijn trainerschap bij de club.
Na zijn passage bij FC Wezel Sport ging Van De Paar aan de slag bij tweedeprovincialer FC Averbode-Okselaar. Averbode-Okselaar startte met 4 op 15 aan de competitie, die al na vijf wedstrijden werd stopgezet vanwege de coronapandemie.
In november 2020 verliet Van De Paar de club om bij KVK Beringen de opvolger te worden van Nordine Barka, zijn oud-ploeggenoot van bij KFC Racing Mol-Wezel die om familiale redenen stopte bij Beringen. In zijn eerste volledige seizoen bij Beringen parkeerde hij de club op een twaalfde plaats in Derde afdeling – zes punten boven K. Witgoor Sport Dessel, dat als dertiende een wedstrijd om het behoud moest spelen.

## Erelijst

### Als speler
FC Twente
- KNVB Beker: 2000/01

 Racing Mol-Wezel
- Vierde klasse: kampioen in 2006/07

 KFC Diest
Tweede provinciale: kampioen in 2014/15

### Als trainer
FC Wezel Sport
- Derde Provinciale: promotie in 2017/18
- Tweede Provinciale: kampioen in 2018/19